# 曲江模式
曲江模式是西安政府——西安曲江新区管委会打造的模式。其方式是利用区域文化遗迹，以保护文化遗产为口号，进行房地产开发，招商引资打造文化项目、旅游景区，从而赚取利润的盈利模式，但这种过度商业化的开发模式引发了不少非议。

## 案例

### 大雁塔景区
2002年至2003年西安市人民政府对大雁塔周边环境进行了大规模的改造，并在大慈恩寺北侧修建了大雁塔北广场和号称亚洲规模最大的音乐喷泉，南北广场布满巨大的仿唐建筑，南广场有玄奘雕像和大唐不夜城，西边是咖啡酒吧饭馆的聚集地。

### 兴教寺
参见
兴教寺事件

## 代表人物
段先念，西安市人民政府副市长；西安曲江新区管委会党工委书记。陕西文化产业投资控股（集团）有限公司董事长、党委书记；曲江文化产业投资集团,董事长、总经理。

## 争议

### 过度商业开发
过度商业开发伤了文化的魂。虽然曲江模式在表面上带动了西安的经济发展，提升了GDP。但不可否认：在商业包裹下，经济的泡沫，无法掩盖曲江模式对西安这座千年历史古城的所带来的创伤。可以说曲江模式对于西安，甚至中华民族历史文化的保留和传承是一场巨大的浩劫。

### 利用佛教敛财
曲江系通过运作，佛教劫掠成为囊中之物，每个功德箱都有指标，从中赚到的钱皆有回扣——把狂飙突进的原始资本积累方式利用到大师，甚至还利用到佛陀和僧人身上。别说“君子爱财、取之有道”，就连“盗亦有道”的最后底线都已经被曲江系彻底摧毁。